# Andy Van Vliet
Andy Van Vliet (Brasschaat, Flandes; 27 de julio de 1995) es un baloncestista belga que pertenece a la plantilla del BCM Gravelines de la LNB Pro A francesa. Con 2,13 metros de estatura, juega en la posición de pívot. Es internacional con la selección de Bélgica desde 2020.

## Trayectoria deportiva

### Primeros Años
Van Vliet se formó en la Canarias Basketball Academy de Tenerife. Jugó como amateur el en segundo equipo de los Antwerp Giants entre 2013 y 2015. Tuvo breves apariciones con el equipo senior principalmente durante la temporada 2014-2015, disputando incluso dos partidos de EuroChallenge. También jugó en la selección juvenil de Bélgica y compitió en el Campeonato Europeo en sus equipos U16, U18 y U20. En 2015 promedió 5,8 puntos y 5,2 rebotes por partido durante el europeo sub-20.

### Universidad
Jugó dos temporadas con los Badgers de la Universidad de Wisconsin, en las que promedió 2,5 puntos y 1,4 rebotes por partido. Tras esas dos temporadas fue transferido a los Tribe del College of William & Mary, donde tuvo que permanecer una temporada en blanco, debido a la normativa acerca de las transferencias de la NCAA. Allí jugó una última temporada como universitario, en la que promedió 13,2 puntos, 8,7 rebotes y 1,3 tapones por partido. Fue incluido en el tercer mejor quinteto de la Coastal Athletic Association.

### Profesional
Tras no ser elegido en el Draft de la NBA de 2020, comenzó su carrera profesional en agosto, fichando por el BC Šiauliai de la LKL lituana, donde jugó una temporada, promediando 11,1 puntos, 5,8 rebotes (décimo en la liga) y 0,6 tapones por partido.
En 2021 se unió al equipo israelí del Bnei Herzliya, de la Ligat ha'Al. Jugó dos temporadas, en los que promedió 10,2 puntos y 5,5 rebotes por partido. En 2022 consiguió ganar la Copa de Israel.
El 1 de agosto de 2023 firmó con el Trefl Sopot de la Liga Polaca de Baloncesto. En su primera temporada promedió 11,1 puntos y 5,2 rebotes por partido.
El 1 de enero de 2025 se comprometió con el Maroussi B.C. de la A1 Ethniki griega.
El 21 de febrero de 2025 firmó con el BCM Gravelines de la LNB Pro A francesa.